# Taranto (provins)
Taranto  er en italienske provins på halvøen Apulien.
Hovedstaden for provinsen er Taranto, som også har givet navn til provinsen.

## Kommuner
- Avetrana
- Carosino
- Castellaneta
- Crispiano
- Faggiano
- Fragagnano
- Ginosa
- Grottaglie
- Laterza
- Leporano
- Lizzano
- Manduria
- Martina Franca
- Maruggio
- Massafra
- Monteiasi
- Montemesola
- Monteparano
- Mottola
- Palagianello
- Palagiano
- Pulsano
- Roccaforzata
- San Giorgio Ionico
- San Marzano di San Giuseppe
- Sava
- Statte
- Taranto
- Torricella

40°28′N 17°14′Ø / 40.47°N 17.23°Ø